# Graue Heidelbeereule

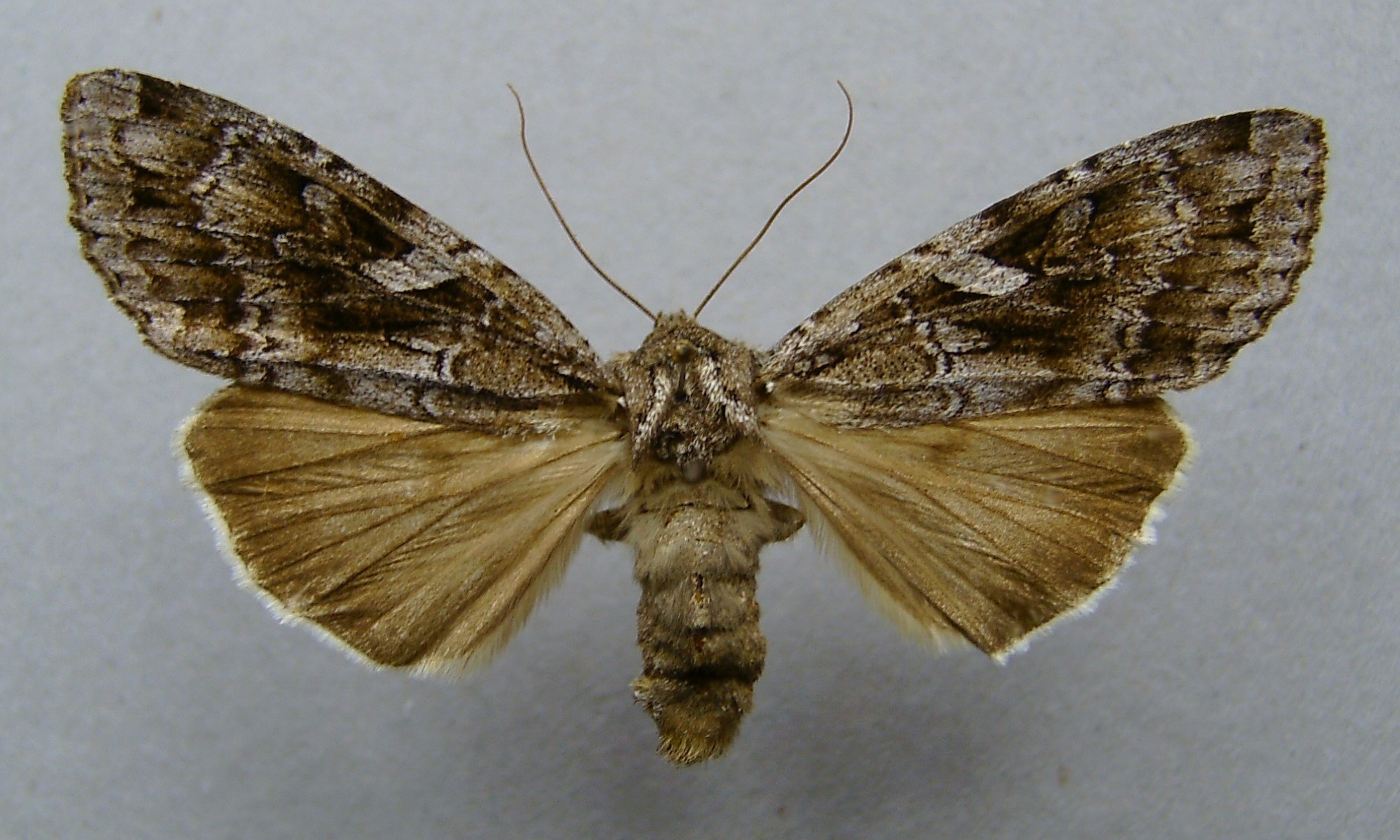
Präparat einer Grauen Heidelbeereule

Die Graue Heidelbeereule (Eurois occulta), auch Braune Heidelbeer-Erdeule genannt, ist ein Schmetterling (Nachtfalter) aus der Familie der Eulenfalter (Noctuidae).

## Merkmale
Mit einer Flügelspannweite von 52 bis 64 Millimeter zählt die Art zu den größeren Eulenfalterarten. Die Vorderflügel schimmern in verschiedenen blaugrauen, braungrauen oder schwarzgrauen Farbtönen. Quer- und Wellenlinien sind doppelt ausgeführt. Auffallend weißlich oder hellgrau gefärbt heben sich die ovalen Ringmakel vom Untergrund ab, hingegen erscheinen die Nierenmakel verdunkelt und die Zapfenmakel undeutlich. Die Hinterflügel sind zeichnungslos graubraun und zeigen auffällige weiße Fransen.
Das hellbraune Ei ist kugelig mit abgeplatteter Basis. Es ist fein quer- und längs gerippt.
Jüngere Raupen sind bräunlich gefärbt und besitzen gelbe, teilweise rötlich ausgefüllte Seitenstreifen. Bei den erwachsenen Tieren heben sich von der braungrauen Grundfärbung eine Reihe rautenförmiger, schwarzbrauner Flecke deutlich ab. Rücken- und Nebenrückenlinien haben eine weißliche Farbe und sind unterbrochen.
Die Puppe ist länglich und dunkelbraun gefärbt. Der Kremaster trägt zwei am Ende verdickte Dornen.

### Ähnliche Arten
Die Falter sind insbesondere wegen ihrer erheblichen Größe unverwechselbar.

## Geographische Verbreitung und Lebensraum
Hauptverbreitungsgebiet der Grauen Heidelbeereule ist Nord- und Mitteleuropa. In östlicher Richtung reicht das Vorkommen durch Zentralasien bis zum Pazifischen Ozean. Außerdem wurde sie in Grönland, Island sowie in nördlichen Regionen Nordamerikas gefunden. Im Süden kommt die Art in Nordspanien und auf der Balkanhalbinsel vor.
Die Art kommt hauptsächlich in Heidelbeerwäldern, buschigen Mooren sowie an Waldrändern vor, in den Alpen steigt sie bis auf eine Höhe von 2000 Metern.

## Lebensweise
Die Art bildet in Mitteleuropa eine Generation pro Jahr, deren Falter von Juni bis September fliegen. Die Falter sind nachtaktiv und besuchen den Köder. Sie kommen nachts an künstliche Lichtquellen. Am Tage ruhen sie oftmals mit eng anliegenden Flügeln an Baumstämmen. Die Raupen leben ab dem Spätsommer polyphag an verschiedenen Pflanzen. Dazu zählen Heidelbeere (Vaccinium myrtillus), Besenheide (Calluna vulgaris) und Schlehdorn (Prunus spinosa). Sie überwintern und verpuppen sich im Mai des folgenden Jahres in einer Erdhöhle.

## Gefährdung
Die Graue Heidelbeereule kommt in den deutschen Bundesländern in unterschiedlicher Anzahl vor und wird auf der Roten Liste gefährdeter Arten in Kategorie V (auf der Vorwarnliste) eingestuft.